# バリ・イオネスク
バリ・イオネスク（Vali Ionescu-Constantin、1960年8月31日 - ）は、ルーマニアの陸上競技選手である。1984年ロサンゼルスオリンピック女子走幅跳の銀メダリストである。テレオルマン県トゥルヌ・マグレレ出身。
イオネスクは、1982年に走幅跳において、アニソアラ・クスミールが同日に樹立した7m15の世界記録を破り、7m20の世界新記録を樹立した。

## 実績
| 年   | 大会                             | 場所                           | 種目   | 結果      | 記録 |
| ---- | -------------------------------- | ------------------------------ | ------ | --------- | ---- |
| 1982 | ヨーロッパ室内陸上競技選手権大会 | ミラノ（イタリア）             | 走幅跳 | 3位       | 6m52 |
| 1982 | ヨーロッパ陸上競技選手権大会     | アテネ（ギリシャ）             | 走幅跳 | 1位       | 6m79 |
| 1983 | 世界陸上競技選手権大会           | ヘルシンキ(フィンランド)       | 走幅跳 | 9位       | 6m62 |
| 1984 | オリンピック                     | ロサンゼルス（アメリカ合衆国） | 走幅跳 | 2位       | 6m81 |
| 1987 | 世界陸上競技選手権大会           | ローマ(イタリア)               | 走幅跳 | 18位（q） | 6m30 |

- qは予選

## 自己ベスト
- 走幅跳 7m20 （1982年）